# Пасека (Янівський повіт)
Пасека (пол. Pasieka) — село в Польщі, у гміні Модлібожиці Янівського повіту Люблінського воєводства.
Населення — 173 особи (2011).
У 1975-1998 роках село належало до Тарнобжезького воєводства.

## Демографія
Демографічна структура станом на 31 березня 2011 року:
|          | Загалом | Допрацездатний вік | Працездатний вік | Постпрацездатний вік |
| -------- | ------- | ------------------ | ---------------- | -------------------- |
| Чоловіки | 85      | 21                 | 53               | 11                   |
| Жінки    | 88      | 20                 | 43               | 25                   |
| Разом    | 173     | 41                 | 96               | 36                   |